# Западный нинго
Западный нинго (лат. Ningaui timealeyi) — вид из рода нинго семейства хищные сумчатые. Эндемик Австралии.

## Распространение
Обитает в засушливой зоне австралийского штата Западная Австралия, встречаясь в регионах Пилбара и Гаскойн, а также на территории Малой Песчаной пустыни. Естественная среда обитания — луга засушливых районов, покрытые спинифексом, зандры.

## Внешний вид
Небольшие хищники. Длина тела колеблется от 40 до 60 мм, хвоста — от 50 до 80 мм. Вес — 2,0-9,4 г. Морда удлинённая. Хвост полухватательный. Лапы укороченные. В отличие от других видов рода имеет меньшие размеры и красновато-бурую морду..

## Образ жизни
Ведут наземный образ жизни, хотя с лёгкостью могут лазить по листьям спинифекса. Активность приходится на ночь, день проводится под укрытиями спинифекса, под стволами упавших деревьев или в неглубоких норах. Основу рациона составляют насекомые (кузнечики, тараканы, многоножки).

## Размножение
Период размножения длится с сентября по март (весна-лето). Беременность короткая, длится в среднем 14 дней. В потомстве от 4 до 6 детёнышей. Количество сосков у сумки шесть. Молодняк отлучается от груди примерно через 78 дней. Вес при рождении — всего 0,005 г. Половая зрелость наступает, предположительно, через шесть-восемь месяцев. Максимальная продолжительность жизни неизвестна, предположительно, составляет около 2 лет.